# Wouldham
Wouldham est une localité anglaise du district de Tonbridge and Malling dans le comté de Kent, au Royaume-Uni.